# Peromyia ampla
Peromyia ampla är en tvåvingeart som beskrevs av Jaschhof 2001. Peromyia ampla ingår i släktet Peromyia och familjen gallmyggor. Inga underarter finns listade i Catalogue of Life.